# Renate Feyl

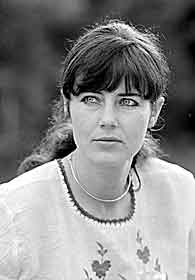
Renate Feyl (1975)

Renate Feyl (* 30. Juli 1944 in Prag) ist eine deutsche Schriftstellerin.

## Leben
Renate Feyl wuchs in Jena auf. Nach dem Abitur arbeitete sie als freie Journalistin für verschiedene DDR-Zeitschriften. Sie absolvierte eine Lehre als Buchhändlerin und studierte von 1966 bis 1971 an der Humboldt-Universität Philosophie. Sie war von 1961 bis 1963 Mitglied des Arbeitertheaters Berlin-Friedrichshain und leitete von 1965 bis 1979 als Bezirksverordnete in Friedrichshain die ständige Kommission Kultur. Seit 1970 lebt Feyl als freie Schriftstellerin in Berlin.
Renate Feyl, die vorwiegend erzählende und essayistische Prosa schreibt, begann ihre schriftstellerische Laufbahn mit einer Reihe von Romanen zu Themen aus dem DDR-Alltag. Ihre Satire Unser aller Mann, die 1980 im Greifenverlag Rudolstadt erscheinen sollte, wurde als „feindliches Manuskript“ verboten. Seit Beginn der 1980er Jahre und ausgehend von einer Sammlung von biographischen Essays über Frauen der frühen deutschen Wissenschaftsgeschichte (Der lautlose Aufbruch) beschäftigt sich die Autorin hauptsächlich mit bedeutenden Frauengestalten der deutschen Literaturgeschichte des 18. und frühen 19. Jahrhunderts wie Luise Adelgunde Victorie Gottsched, Sophie von La Roche und Caroline von Wolzogen.
Nach eigener Aussage versuchte sie, mit dem Roman Streuverlust (2004), der vom Auf und Ab in der Medienwelt anhand der Karriere eines fiktiven deutschen Radiomachers handelt, aus der Kategorie der Historienromane auszubrechen.
Ihr Vater ist der Bibliothekswissenschaftler Othmar Feyl (1914–1999).

## Werke
- Rauhbein, Rudolstadt 1968.
- Das dritte Auge war aus Glas. Eine Studentengeschichte, Rudolstadt 1971.
- Bau mir eine Brücke, Berlin 1972.
- Bilder ohne Rahmen, Rudolstadt 1977.
- Der lautlose Aufbruch, Berlin 1981.
- Idylle mit Professor, Berlin 1986.
- Ausharren im Paradies, Köln 1992.
- Die profanen Stunden des Glücks, Köln 1996.
- Das sanfte Joch der Vortrefflichkeit, Köln 1999.
- Streuverlust, Köln 2004.
- Aussicht auf bleibende Helle: Die Königin und der Philosoph, Köln 2006.
- Lichter setzen über grellem Grund. Kiepenheuer & Witsch, Köln 2011, ISBN 978-3-462-04335-8.
- Die unerlässliche Bedingung des Glücks. Kiepenheuer & Witsch, Köln 2019, ISBN 978-3-462-04890-2.

## Herausgeberschaft
- Sein ist das Weib, Denken der Mann. Union-Verlag, Berlin 1984.